# Sord Computer Corporation
Sord Computer Corporation è stata un'azienda giapponese produttrice di elettronica fondata nell'aprile del 1970 da Takayoshi Shiina

## Storia
Negli anni ottanta la Sord era conosciuta per i suoi home computer a 8 bit e specialmente per il modello Sord M5.
Lanciò successivamente sul mercato altri computer maggiormente sofisticati come il personal computer "trasportabile" Sord M23P del 1983 e il notebook Sord IS-11 del 1984.
Dal 1985 Sord iniziò a collaborare con la Toshiba divenendone una consociata nel 1999.
Nello stesso anno il nome cambiò in Toshiba Personal Computer System Corporation o in breve TOPS.

## Elenco modelli prodotti
Sono stati prodotti i seguenti modelli:.
- M 170 (1978)
- M-100ACE (1978)
- M223 SERIES (1979)
- M203 MARK II (1980)
- M5 (1982)
- M23P, M23 MARK III (1982)
- M 68 / M 68 MX (1982)
- M343
- IS-11 (1983)
- IS-11C (1985)